# قصر إسماعيل المفتش
قصر إسماعيل المفتش هو قصر أثري يقع في ميدان لاظوغلي بمنطقة وسط البلد،القاهرة.القصر كان يمتلكه إسماعيل باشا المفتش وزير المالية في عهد الخديوي إسماعيل والذي كان شقيقه في الرضاعة، وحالياً تمتلكه الحكومة المصرية.
القصر مسجل بالقرار الوزارى رقم 14 لسنة 1986 كمبنى أثرى. والذى حولته وزارة الدولة للآثار إلى مقر لإدارة قطاع المشروعات المسؤولة عن الترميم.القصر ينقسم لجزئين أحدهما سكني كان يعيش فيه، والثانى إدارى كان يدير منه وزارة المالية، فضلا عن إدارته لممتلكاته وأراضيه الخاصة.

## تاريخ القصر
بدأ إسماعيل باشا المفتش حياته الوظيفية في الدائرة السنية، وظل الخديوي يرقيه حتى حصل على رتبة الباشوية، وبعد ذلك عينه مفتشاً عاماً لأقاليم القطر المصرى، وطوال تولى إسماعيل المفتش وزارة المالية (1868 - 1876م) كان حائزاً على رضاء الخديوي، لدرجة بأن منحه 4 منازل بعابدين قيمتها 30 ألف جنيه، كما منحه أرضا بنى عليها قصره بعد ذلك، وفور تعيينه وزيراً للمالية أمر إسماعيل المفتش بتشييد قصر فخم مقرا له، وتم تشييده بين عامى (1868 - 1870م) وفقاً لأسلوب عمارة الباروك التي تتميز بالمبالغة في العناصر الزخرفية المجملة للواجهات، حيث يتكون القصر من جزأين، وهما الجزء الخاص بالسكن، والجزء الخاص بالعمل، كما أن طراز البناء ينتمى إلى طراز التوليف المتكون من عدة طرز مختلفة اشتهرت بها العمارة الأوروبية في القرنين التاسع عشر والعشرين وتتبع لمدرسة ألبوزار الفنية.ويتكون القصر من 3 أدوار تضم 18 غرفة رئيسية و42 غرفة صغيرة للحريم وفناءً واسعًا، والقصر عبارة عن جزأين، جزء شمالى وآخر جنوبى، كما يتوسط القصر نافورة جميلة.

## الترميم
```
تم تخصيص ميزانية لترميم القصر وصلت إلى 50 مليون جنيه منذ 2002، ولكن بسبب كثرة الأعمال الداخلية وصلت لـ130 مليون جنيه، بسبب القيام ببعض الأعمال اللازمة مثل حقن التربة التي تجاوزت الـ30 مليون جنيه، نتيجة انفجار ماسورة مياه أسفل القصر أثناء حفر مشروع 
مترو الأنفاق
.القصر كان يعانى من شروخ، ووجود حوائط آيلة للسقوط، بالإضافة لوجود 200 موظف يعملون بالمبنى، وقد أصدر عدة تقارير تفيد بأن القصر يعانى من عدة مشاكل أبرزها ظهور تبلور للأملاح على جدران المبنى، كما توجد حوائط توشك على السقوط وتم سندها بالبوائك وظهور بعض الشروخ على المبنى ومنها شرح كبير جدًا يصل بين الحوائط الداخلية والخارجية للمبنى طولها 17 سم بعرض 5 أمتار، ويوجد تساقط للأسقف وتآكل في أرضيات بعض الغرف.
[
3
]
```

ومن المقرر افتتاحه في 2022م بعد انتهاء عمليات الترميم.